# John Hollins
John William Hollins (ur. 16 lipca 1946 w Guildford, zm. 14 czerwca 2023) – angielski piłkarz i trener piłkarski.
Początkowo zawodnik Chelsea. W 1965 roku wraz z nią zdobył Puchar Ligi Angielskiej, zaś pięć lat później wywalczył puchar kraju – zagrał w obu finałowych meczach z Leeds United. W sezonie 1970/1971 z londyńskim zespołem sięgnął po Puchar Zdobywców Pucharów – zagrał w pierwszym finałowym spotkaniu z Realem Madryt. W latach 1975–1979 był piłkarzem Queens Park Rangers, następnie przez cztery lata reprezentował barwy Arsenalu. W 1983 powrócił do Chelsea, w której rok później zakończył karierę. Łącznie w londyńskiej drużynie rozegrał 592 mecze i strzelił 64 gole. Ponadto w 1970 i 1971 roku został wybrany najlepszym graczem klubu.
Wystąpił w jednym meczu reprezentacji Anglii – 24 maja 1967 roku zagrał w towarzyskim spotkaniu z Hiszpanią.
W latach 1985–1988 był trenerem Chelsea, z którą w 1986 roku wygrał rozgrywki Full Members Cup (w 2009 internetowa wersja gazety Daily Mail umieściła finałowy mecz z Manchesterem City na 38. miejscu najwspanialszych finałów rozegranych na stadionie Wembley). W 1997 przez niecały miesiąc (od 11 listopada do 5 grudnia) prowadził Queens Park Rangers w czterech meczach. Następnie przez trzy lata był szkoleniowcem Swansea City. Pracował także w Rochdale, Stockport County, Crawley Town i Weymouth.
Odznaczony Orderem Imperium Brytyjskiego V klasy (MBE). Jego brat, Dave, również był piłkarzem.